# Episcopia Chișinăului și a Întregii Moldove
Eparhia de Chișinău și a toată Moldova (în rusă Кишинёвская и всея Молдавии епархия) este o eparhie a Bisericii Ortodoxe de Rit Vechi din toată Rusia, cu jurisdicție pe teritoriul Moldovei (inclusiv Transnistriei). Reședința episcopală se află în Chișinău, la Biserica „Acoperământul Maicii Domnului” (Măzărache). Eparhia a fost înființată în anul 1920, iar în prezent, este subordonată Mitropoliei Ortodoxe de Rit Vechi a Întregii Rusii, cu sediul la Moscova.

## Istorie
La 9 aprilie 1907, la Tighina, a fost semnat „Actul de pace”, prin care neocircumscripționaliștii s-au împăcat cu Arhiepiscopia de la Moscova a Bisericii de Rit Vechi. Episcopul neocircumscripționalist al Basarabiei, Petru Ivanov, a rămas în funcție.
După Revoluția Rusă, Basarabia a trecut sub administrația României, fapt ce a permis staroverilor să evite persecuțiile religioase.

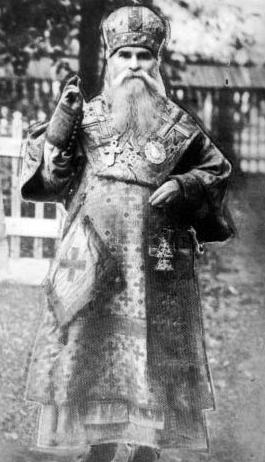
Inochentie Usov, Episcopul de rit vechi al Basarabiei. După ocupația sovietică a Basarabiei, a fost, în perioada 1940-1941, episcop de Tulcea, iar, între 1941-1942, episcop de Fântâna Albă și mitropolit al tuturor ortodocșilor ruși de rit vechi

În 1940, URSS a ocupat Basarabia, locuită de un număr semnificativ de staroveri. Episcopul de rit vechi al Chișinăului, Inochentie Usov, care fugise anterior din Rusia Sovietică, s-a retras în România. Din cauza lipsei de timp și posibilități, Arhiepiscopia de la Moscova nu a reușit să organizeze viața eparhială în Moldova, iar curând a izbucnit Operațiunea Barbarossa. Reorganizarea a început după război, doar că, de această data, biserica nu a mai fost subordonată Mitropoliei de Fântâna Albă (evacuată din 1940 la Brăila de către mitropolitul Siluan Kravțov, în urma ocupației sovietice), ci Arhiepiscopiei Moscovei și a Întregii Rusii (ridicată în 1988 la rangul de mitropolie), situație valabilă și în prezent.

## Episcopi
- 9 aprilie 1907 – 25 august 1910: Petru Ivanov
- 25 august 1910 – octombrie 1919: Chiril Politov, episcop de Odesa (locțiitor)
- 1920 – 21 iulie 1940: Inochentie Usov
- 9 septembrie 1945 – 19 februarie 1961: Iosif Morjakov
- 8 octombrie 1961 – 11 februarie 1986: Nicodim Latîșev), din 1971 arhiepiscop de Moscova (locțiitor)
- 18 mai 1986 – 26 februarie 1991: Timon Domașov
- 21 octombrie 1993 – 11 februarie 2004: Zosima Eremeev
- 11 februarie 2004 – 2 ianuarie 2005: Savatîi Kozko, episcop de Kiev (locțiitor)
- din 2 ianuarie 2005: Eumenie Miheev

## Situația actuală
Din 2 ianuarie 2005, eparhia este condusă de episcopul Eumenie Miheev.

### Lăcașuri de cult
- Chișinău – Biserica Acoperământului Maicii Domnului (preot paroh: ier. Andrei Vozniuc)
- Bălți – Biserica Sf. Arhanghel Mihail (preot: ier. Vasile Bogdanov)[3]
- Cunicea – Biserica Sfinților Mucenici Flor și Lavru și Mănăstirea Kazan din Cunicea
- Orhei – Biserica Icoanei Maicii Domnului de la Kazan (călugăriță rezidentă: Sofia Sinelnikova)
- Pocrovca – Biserica „Acoperământul Maicii Domnului”[4] (preot: ier. Ioan Maslov)
- Sîrcova – Biserica „Acoperământul Maicii Domnului”[5] și ruinele Mănăstirii din Sîrcova
- Dobrogea Veche – Biserica „Adormirea Maicii Domnului” (preot: ier. Feodor Kojeamiakin)
- Egorovca – Biserica „Nașterea Maicii Domnului” (preot: ier. Nicolae Panițev)
- Cahul – Biserica „Acoperământul Maicii Domnului” (preot: ier. Grigore Kizițchi)
- Tighina – Biserica „Acoperământul Maicii Domnului” (preot: ier. Andrei Kostromin)[6]
- Tiraspol – Biserica „Acoperământul Maicii Domnului” (preot: ier. Vasile Ivanov)
- Bîcioc – Biserica „Sf. Mare Mucenic Gheorghe, Purtătorul de Biruință” (preot slujitor: ier. Andrei Kostromin)